# Cyril Briggs
Cyril Valentine Briggs (28 de mayo de 1888, Isla Nieves-18 de octubre de 1966, Los Ángeles, California) fue un escritor caribeño y estadounidense y un político comunista. Fue influenciado por los ideales políticos que surgieron tras la Primera Guerra Mundial.
Cyril Briggs nació en 1888 en Isla Nieves, en el Caribe. El padre de Cyril era capataz de una plantación. Cyril deseaba comenzar una carrera como escritor y en 1905 emigró a los Estados Unidos, donde se instaló en Nueva York, en el barrio de Harlem.
Comenzó a trabajar en el periódico Amsterdam News en 1912. En 1917 poco después de que Hubert Harrison fundara la Liga de la Libertad y The Voice, Briggs fundó la African Blood Brotherhood (Hermandad de Sangre Africana), una de las primeras asociaciones de afroamericanos. Su objetivo era luchar contra los linchamientos y la discriminación racial, asegurando el voto y los derechos civiles de los afroamericanos en los estados del sur de los Estados Unidos. También defendió la autodeterminación de los negros. El grupo se opuso inicialmente a la participación de los Estados Unidos en la Primera Guerra Mundial.
En 1918 la HSA publicó una revista llamada The Crusader, que apoyaba a la plataforma del Partido Socialista de Amkérica y ayudó a denunicar los linchamientos en el sur y la discriminación en el norte del país. Briggs esperaba que el presidente Woodrow Wilson apoyaría el derecho al voto de los negros en el sur tras su servicio en el ejército y como veteranos de guerra. Los congresistas demócratas del sur se opusieron a cualquier cambio en las leyes electorales. Desilusionado por el socialismo y los demócratas, Briggs se unió al Partido Comunista de los Estados Unidos en 1921 y la HSA adquirió influencia marxista. Defendió que loa trabajadores negros controlaran los medios de producción donde trabajaban, ya fuera en la industria o en la agricultura.
Cyril Briggs defendía el separatismo racial. Consideraba el racismo como una forma de "odio del otro" que surgía de la firme convicción en la mente del hombre blanco de la desigualdad de las razas y la creencia en la existencia de razas superiores e inferiores. Briggs afirmó en sus escritos que la antipatía racial es un camino de dos sentidos y que "a los negros les desagradan los blancos tanto como a los blancos les desagradan los negros." Propuso una "nueva solución" mediante una separación de razas en la que se crearía un gobierno de los negros, para los negros y elegido por los negros.
Las ideas marxistas de Cyril Briggs y su separatismo lo distanciaron de Marcus Garvey, el fundador de la Universal Negro Improvemente Association (Asociación para la Mejora Universal de los Negros, AMUN). Aunque opuestos al movimiento nacionalista de Garvey, los marxistas de la HSA no consideraban "África para los africanos" como una invitación al desarrollo capitalismo. Briggs escribió que el socialismo y el comunismo han sido aplicados en la práctica en África siglos antes de que fueran convertidos en teorías en el mundo europeo.
Garvey creía que Briggs quería destruir el gobierno y lo demandó en varias ocasiones. La HSA comenzó a disgregarse a mediados de la década de 1920, poco después de que el Partido Comunista cambiara su apoyo al American Negro Labor Congress. Cyril Briggs murió en 1966 en Los Ángeles. 